# Мощеница (станция)
Мощеница (пол. Moszczenica) — пассажирская и грузовая железнодорожная станция в селе Мощеница в гмине Мощеница, в Лодзинском воеводстве Польши. Имеет 2 платформы и 2 пути. 
Станция построена на линии Варшаво-Венской железной дороги в 1910 году, когда эта территория была в составе Царства Польского. 